# Vadnais Heights
Vadnais Heights est une ville du comté de Ramsey dans le Minnesota, aux États-Unis.